# Marsupina bufo
Marsupina bufo is een slakkensoort uit de familie van de Bursidae. De wetenschappelijke naam van de soort is voor het eerst geldig gepubliceerd in 1792 door Bruguière.